# Rudolf Luster
Rudolf Luster (ur. 20 stycznia 1921 w Berlinie, zm. 13 lutego 2000 tamże) – niemiecki polityk, prawnik i samorządowiec, deputowany do Bundestagu, poseł do Parlamentu Europejskiego.

## Życiorys
Studiował prawo i nauki polityczne na Uniwersytecie Humboldtów w Berlinie. Zdał państwowe egzaminy prawnicze I i II stopnia. W 1950 uzyskał nominację sędziowską w Landgericht Berlin. W latach 1955–1963 był sekretarzem w berlińskim ministerstwie spraw wewnętrznych. Od 1963 praktykował jako adwokat, a od 1970 również jako notariusz.
Był współzałożycielem chadeckiej młodzieżówki Junge Union i jej przewodniczącym w Berlinie (1950–1952). Działał także w Unii Chrześcijańsko-Demokratycznej. Na początku lat 50. był radnym miejskim Berlina. W latach 1967–1976 sprawował mandat posła do berlińskiej Izby Deputowanych, następnie do 1980 zasiadał w Bundestagu. W 1978 został członkiem Europarlamentu. Po wprowadzeniu wyborów powszechnych w 1979 uzyskał mandat eurodeputowanego I kadencji. Z powodzeniem ubiegał się o reelekcję w wyborach w 1984 i 1989, wchodząc w skład PE do 1994. Był członkiem frakcji chadeckiej, pełnił m.in. funkcję wiceprzewodniczącego Komisji ds. Kwestii Prawnych.